# Ecitoptera microps
Ecitoptera microps är en tvåvingeart som beskrevs av Borgmeier 1960. Ecitoptera microps ingår i släktet Ecitoptera och familjen puckelflugor. Inga underarter finns listade i Catalogue of Life.